# Episodi di ABC Afterschool Specials (quinta stagione)
La quinta stagione della serie televisiva ABC Afterschool Specials è stata trasmessa in anteprima negli Stati Uniti d'America dalla ABC dal 6 ottobre 1976 al 6 aprile 1977.
In Italia la serie è inedita.
| nº | Titolo originale                     | Titolo italiano | Prima TV USA     | Prima TV Italia |
| -- | ------------------------------------ | --------------- | ---------------- | --------------- |
| 1  | Francesca, Baby                      |                 | 6 ottobre 1976   |                 |
| 2  | P.J. and the President's Son         |                 | 10 novembre 1976 |                 |
| 3  | Mighty Moose and the Quarterback Kid |                 | 1º dicembre 1976 |                 |
| 4  | My Mom's Having a Baby               |                 | 16 febbraio 1977 |                 |
| 5  | The Horrible Honchos                 |                 | 9 marzo 1977     |                 |
| 6  | Very Good Friends                    |                 | 6 aprile 1977    |                 |